# Bar-Lev-Linie

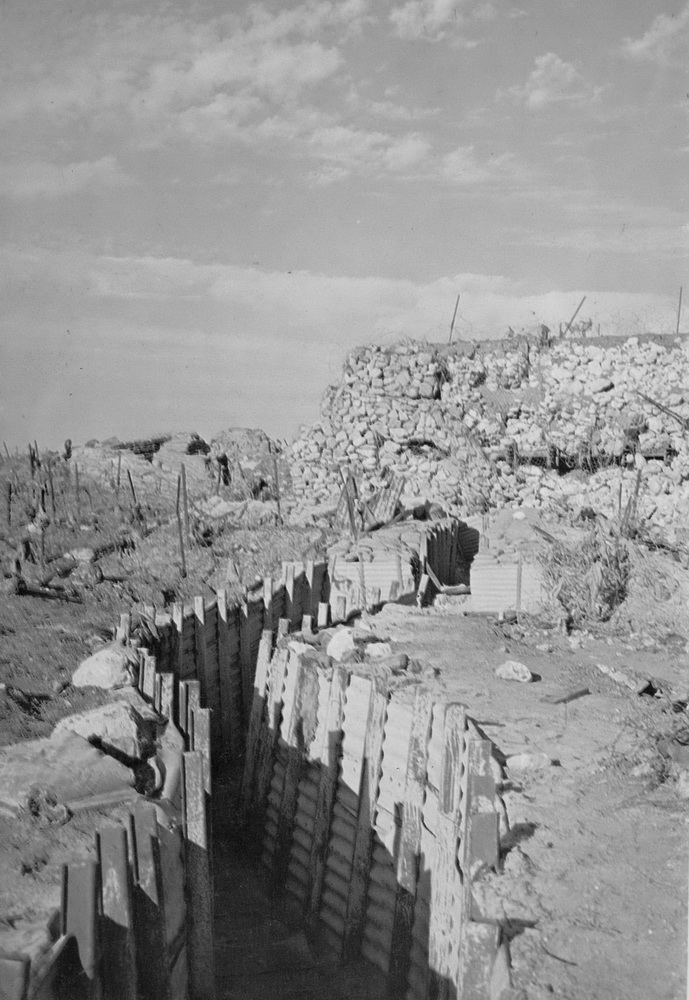
Ein Graben der israelischen Bar-Lev-Linie

Die Bar-Lev-Linie (hebräisch קו בר לב Kaw Bar-Lev, arabisch خط برليف, DMG Ḫaṭṭ Bar-Līf) war eine von Israel gebaute Verteidigungslinie entlang des Ostufers des Sueskanals. Sie wurde nach der Einnahme der ägyptischen Sinai-Halbinsel durch Israel während des Sechstagekriegs (1967) von 1968 bis 1969 angelegt.

## Planung und Konstruktion

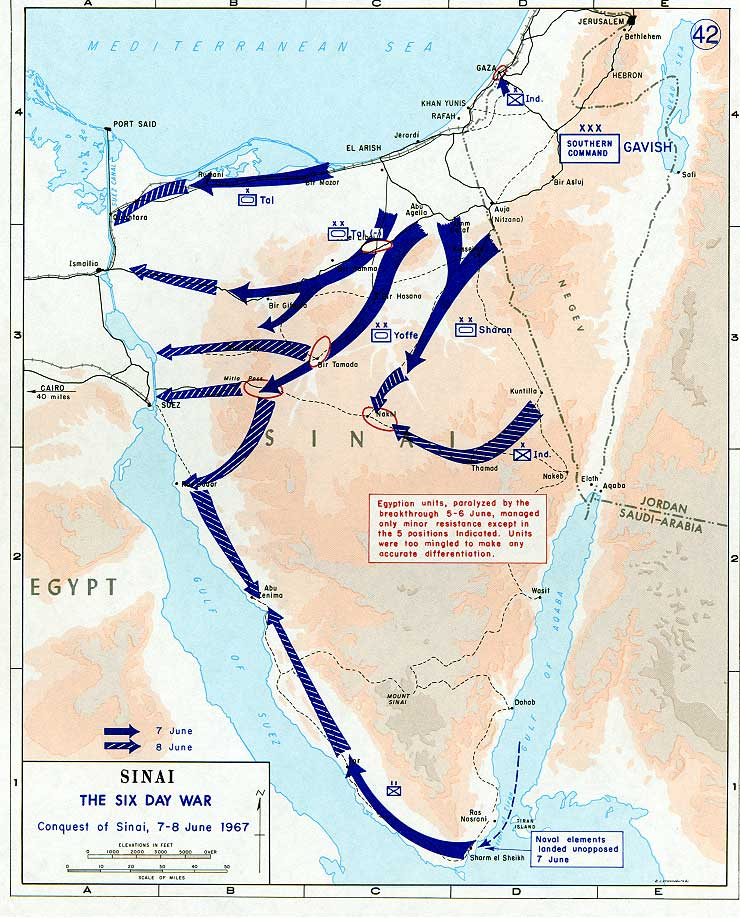
Eroberung der Sinai-Halbinsel am 7.–8. Juni 1967

Der 500 Millionen US-Dollar teure Bau auf der Sinai-Halbinsel wurde nach dem israelischen Stabschef Chaim Bar-Lev benannt. Sie bestand aus Schutzwällen aus Sand und Lehm sowie Observationspunkten aus Beton, die am Kanal entlang mit extra starker Befestigung an den Übergangspunkten positioniert waren. Die Schutzwälle hatten in Richtung Kanal blickend eine durchschnittliche Höhe von 20 bis 22 m und eine Neigung von 45°.
Jeder Posten war mit etwa 15 Mann besetzt, deren Hauptaufgabe es war, einen ägyptischen Angriffsversuch rechtzeitig zu erkennen und die Artillerie im Hinterland mit Zielkoordinaten zu versorgen. Hinter den Linien hielten die Israelis leicht gepanzerte Truppen und Artillerieeinheiten bereit, sowie wiederum etwas weiter hinten die Lager für die Ausrüstung der Reservebrigaden, die bei einem Angriffsversuch binnen 24 Stunden mobilisiert werden konnten. Israel nahm an, dass seine Luftwaffe und Artillerie den Gegner lange genug würde in Schach halten können, bis die Reservebrigaden den Kanal erreicht hätten.
Israelische Pioniere hatten an den Sandwällen entlang des Kanals 30 bunkerartige Posten im 7–10-Kilometer-Intervall gebaut. Diese über mehrere Stockwerke in den Boden gebauten Schutzanlagen wurden entworfen, um den Soldaten Schutz vor bis zu 1.000-Pfund-Bomben zu bieten und ihnen auch Ruhemöglichkeiten zu geben. Die Posten waren zwischen 200 und 350 m breit, umgeben von Stacheldraht und Minenfeldern bis zu einer Tiefe von 200 m. Die gesamte Länge des Kanals bot Stellungen für Kampfpanzer, Artillerie, Mörser und Maschinengewehre, um einen ägyptischen Überquerungsversuch über den Kanal abwehren zu können.

## Geschichte
Die Bar-Lev-Linie wurde nach dem Abnutzungskrieg 1968–1970 (hebräisch מלחמת ההתשה – Ermüdungskrieg) gegen Ägypten etwas verändert. So wurden von den etwa 30 Posten um die acht vom israelischen Militär entfernt, trotz dieser Reduktionen stellte sie weiterhin eine starke Verteidigungslinie dar. Die Bar-Lev-Linie war wie die französische Maginot-Linie gebaut, und die israelische Führung war überzeugt davon, dass sie im Falle eines Versuchs Ägyptens, Brückenköpfe zu errichten, zu einem Friedhof für deren Soldaten würde.
Die Verteidigung der Sinai-Halbinsel beruhte auf zwei Plänen, dem Dovecote (engl.: Taubenschlag, hebräisch שובך יוניםְ Schowach Jonim) und dem Rock („Fels“, hebr.: Sela). In beiden Plänen wurde die Linie vom Generalstab als „Stopplinie“ (hebr: kaw atzira) angesehen – eine Verteidigungslinie, die um jeden Preis gehalten werden musste. Kurz nach dem Abnutzungskrieg beschrieb ein israelischer Colonel: „Die Linie wurde angelegt, um zwei grundsätzliche militärische Bedürfnisse abzudecken: erstens, das Verhindern eines möglichen ägyptischen Angriffs und dem Anlegen von Brückenköpfen, was zu einem großen Krieg führen könnte, und zweitens, die Verluste auf Seiten der Verteidiger so gering wie möglich zu halten.“
Die Linie genoss großes Ansehen in der Bevölkerung, aber einige Generäle, darunter Ariel Scharon, waren von ihrer Verteidigungskraft nicht überzeugt.

## Krieg und Zerstörung

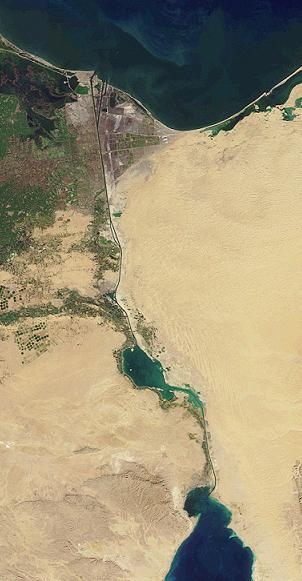
Der Sueskanal aus dem All. Im Westen Zentralägypten, im Osten die Sinai-Halbinsel

Während des Jom-Kippur-Krieges (Oktober 1973) konnten die Ägypter unter der Führung von Anwar as-Sadat die Bar-Lev-Linie durch Nutzung des Überraschungsmoments und ihrer hohen Feuerkraft leicht überqueren. Um die massiven Erdwälle zu überwinden, wurden Wasserkanonen verwendet, die über Schläuche mit Wasserpumpen im Kanal verbunden waren. Andere Methoden wie Sprengstoff, Artillerie oder Bulldozer waren zu zeitaufwendig und brauchten ideale Arbeitsbedingungen. Einen Bulldozer während der ersten Stunden der Angriffsphase zu verwenden und gleichzeitig seinen Schutz zu gewährleisten, wäre fast unmöglich gewesen, und der Aufbau der dringend benötigten Brücken wäre zu lange hinausgezögert worden.
Ende 1971 schlug ein junger ägyptischer Offizier eine kleine, leichte, mit Benzin betriebene Pumpe als Lösung des Dilemmas vor. Also erstand die ägyptische Armee 300 Pumpen britischen Fabrikats und stellte fest, dass fünf solcher Pumpen 1.500 Kubikmeter Sand in drei Stunden aus dem Weg räumen konnten. Im Jahr 1972 organisierte das Pionierkorps dann 150 wesentlich stärkere Pumpen mit Gasturbinenantrieb deutscher Herstellung. Nun konnte die Kombination zweier deutscher und dreier britischer Pumpen die Abtragungszeit auf zwei Stunden reduzieren. Dieser Zeitrahmen fiel weit unter den von den Israelis errechneten. Offenbar wurde die Stärke der von Ägypten in Versuchen verwendeten Pumpen massiv unterschätzt. Diese Kanonen konnten allein am ersten Tag des Krieges durch Abtragung von 3 Millionen Kubikmetern Sand 81 Bruchstellen in die Linie schlagen.
Die Ägypter griffen die Bar-Lev-Linie am 6. Oktober 1973 mit kombinierten Luft- und Artillerieschlägen an. Dazu wurden 250 ägyptische MiG-21-, MiG-19- und MiG-17-Kampfflugzeuge auf Ziele auf der Sinai-Halbinsel eingesetzt. Währenddessen eröffneten 2.000 Artilleriegeschütze das Feuer auf die Verteidigungsanlagen entlang des Kanals: ein Sperrfeuer, das in 53 Minuten 10.500 Granaten (ca. 3,3 pro Sekunde) auf die Stellungen des Gegners schoss.

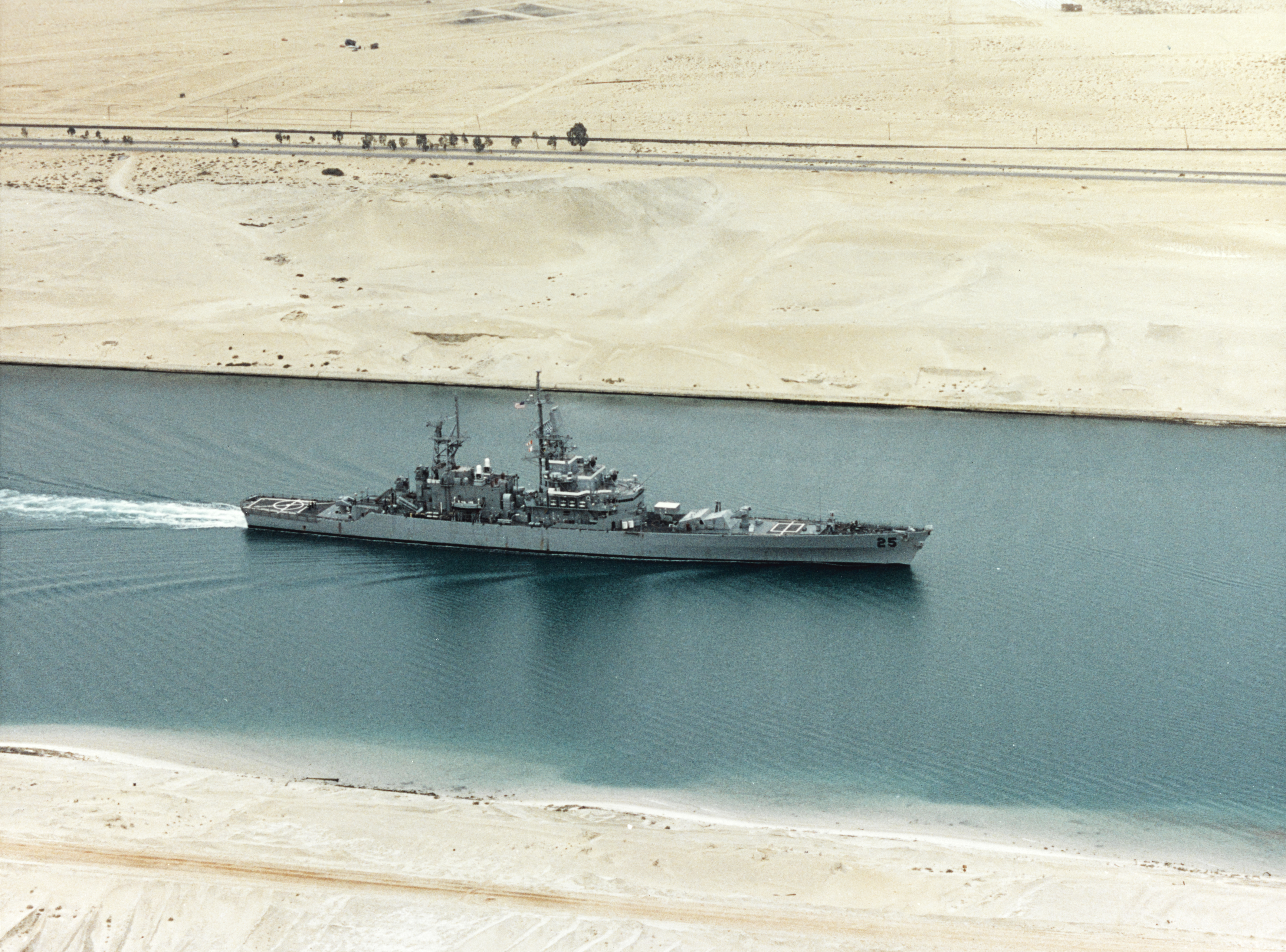
Die Bainbridge im Sueskanal 1992 (zur Verdeutlichung der Breite des Kanals)

Binnen der ersten Stunde des Krieges nahmen 70 Gruppen des Pionierkorps von Holzbooten aus operierend die Erdwälle in Angriff, jede verantwortlich für die Öffnung eines Zugangs. Mit den durch Schläuche mit den Pumpen verbundenen Wasserkanonen bearbeiteten sie die Wälle. Viele der Bruchstellen wurden nach der berechneten Zeit von 2–3 Stunden geschafft, an manchen Stellen jedoch stieß man auf unerwartete Probleme. Der durch das Wasser und den Sand erzeugte Schlamm lag bis zu einem Meter hoch, was dazu führte, dass die Pioniere provisorische Wege aus Holz, Schienen, Steinen, Sandsäcken, Stahlplatten oder Metallnetzen verlegen mussten, um schwerem Gerät die Durchfahrt zu ermöglichen.
Besonders die 3. Armee hatte Probleme in ihrem Sektor. Dort war der Lehm, mit dem die Posten befestigt wurden, dem starken Druck der Wassermassen besser gewachsen und somit wurden die Bemühungen der Pioniere verlangsamt. Pioniere der 2. Armee beendeten die Errichtung von Brücken und Einrichtung von Fähren in ihrem Sektor in 9 Stunden, wohingegen die 3. Armee über 16 Stunden benötigte.
Von den 441 israelischen Soldaten in 16 Forts der Bar-Lev-Linie zu Beginn des Krieges wurden 126 getötet und 161 gefangen genommen. Nur Budapest, ganz im Norden der Linie nahe der am Mittelmeer gelegenen Stadt Port Said, hielt über die ganze Dauer des Krieges stand, während alle anderen überrannt wurden.